# 片基诺市镇
片基诺市镇（俄语：Муниципальное образование Пенкинское）是俄罗斯联邦弗拉基米尔州卡梅什科沃区所属的一个市镇。其下辖有17个居民点，行政中心为片基诺。据2016年统计，该市镇的人口为1402人。